# Ешбернгем (Массачусетс)
Ешбернгем (англ. Ashburnham) — місто (англ. town) в США, в окрузі Вустер штату Массачусетс. Населення — 6315 осіб (2020).

## Демографія
Згідно з переписом 2010 року, у місті мешкала 6081 особа в 2148 домогосподарствах у складі 1661 родини. Було 2599 помешкань
Расовий склад населення:
| - 95,5 % — білих - 1,2 % — азіатів - 1,0 % — чорних або афроамериканців - 0,1 % — корінних американців |

До двох чи більше рас належало 1,5 %. Частка іспаномовних становила 2,5 % від усіх жителів.
За віковим діапазоном населення розподілялося таким чином: 25,4 % — особи молодші 18 років, 64,8 % — особи у віці 18—64 років, 9,8 % — особи у віці 65 років та старші. Медіана віку мешканця становила 40,8 року. На 100 осіб жіночої статі у місті припадало 103,2 чоловіків;  на 100 жінок у віці від 18 років та старших — 101,2 чоловіків також старших 18 років.
Середній дохід на одне домашнє господарство  становив 100 483 долари США (медіана — 85 064), а середній дохід на одну сім'ю — 111 321 долар (медіана — 96 250). Медіана доходів становила 65 921 долар для чоловіків та 58 817 доларів для жінок. За межею бідності перебувало 4,8 % осіб, у тому числі 0,5 % дітей у віці до 18 років та 3,8 % осіб у віці 65 років та старших.
Цивільне працевлаштоване населення становило 3159 осіб. Основні галузі зайнятості: освіта, охорона здоров'я та соціальна допомога — 31,4 %, роздрібна торгівля — 14,2 %, виробництво — 13,2 %.